# Rugby 7 en los Juegos del Pacífico 2019
El Rugby 7 en los Juegos del Pacífico 2019 se jugó del 12 al 13 de julio en el Marist Stadium de Apia, Samoa.

## Participantes
Doce naciones formaron parte del evento, aunque Islas Cook, Tonga, Tuvalu y Wallis y Futuna solo participaron en la rama masculina y Australia y Papúa Nueva Guinea solo participaron en la rama femenina:
| - Samoa Americana (24) - Australia (12) - Islas Cook (12) - Fiyi (24) | - Nauru (24) - Nueva Caledonia (24) - Papúa Nueva Guinea (12) - Samoa (24) | - Islas Salomón (24) - Tonga (12) - Tuvalu (12) - Wallis y Futuna (12) |

## Resultados
| Evento    | Oro | Plata | Bronce |
| --------- | --- | --- | --- |
| Masculino | Fiyi Menausi Qiodravu Suliano Volivolituevei Beniamino Vota Fabiano Rogovakalali Isoa Tabu Asaeli Tuivuaka Ratu Napolioni Bolaca Terio Tamani Rusiate Matai Glendale Cakautini Uliano Cokanauto Luke Lutunavanua | Samoa Siaosi Asofolau Tofatuimoana Solia Tila Mealoi Joe Perez Laaloi Leilua Elisapeta Alofipo Phillip Luki Tomasi Logotuli Alamanda Motuga Johnny Samuelu Paulo Fanuasa Johnny Vaili                 | Tonga Aisea Halo Edward Sunia Katilimoni Tuipulotu Latuselu Vailea Louis Ova Niukula Osika Onelani Pongi Samisoni Asi Sione Tupou Tanekinanga Iloa Viliami Fotofili Winitana Fotofili      |
| Femenino  | Fiyi Priscilla Siata Sereana Nagatalevu Raijeli Daveua Asinate Savu Lavenia Tinai Merewalesi Rokouono Elenoa Naimata Mereula Torooti Luisa Tisolo Akanisi Sokoiwasa Ana Maria Naimasi Tokasa Seniyasi            | Australia Lauren Brown Rhiannon Byers Kennedy Cherrington Madison Higgins-Ashby Eva Karpani Charlotte Kennington Page McGregor Yasmin Meakes Hagiga Mosby Faith Nathan Cassie Staples Jakiya Whitfeld | Papúa Nueva Guinea Alice Alois Lynette Kwarula Joanne Lagona Kymlie Rapilla Helen Abau Melanie Kawa Taiva Lavai Cathy Puro Gemma Schnaubelt Marie Biyama Chelsea Garesa Fatima Nabase Rama |

## Medallero
| # | País               | Medalla de oro | Medalla de plata | Medalla de bronce | Total |
| - | ------------------ | -------------- | ---------------- | ----------------- | ----- |
| 1 | Fiyi               | 2              | 0                | 0                 | 2     |
| 2 | Australia          | 0              | 1                | 0                 | 1     |
| 3 | Samoa              | 0              | 1                | 0                 | 1     |
| 4 | Papúa Nueva Guinea | 0              | 0                | 1                 | 1     |
| 4 | Tonga              | 0              | 0                | 1                 | 1     |